# Julius Claussen

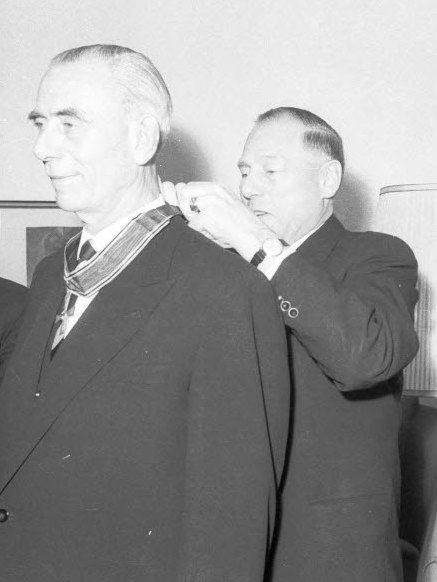
Julius Claussen (li.) bei der Verleihung des Großen Verdienstkreuzes durch Helmut Lemke (1965)

Julius Claussen (* 3. Oktober 1899 in Gelting; † 16. Mai 1974 in Bad Godesberg) war ein deutscher Verwaltungsjurist.

## Leben und Beruf
Julius Claussen wurde als Sohn des Geschäftsmannes Bernhard Claussen und der Anna-Margarethe Moritzen geboren.
Nach dem Kriegsabitur nahm er zwei Jahre als Soldat am Ersten Weltkrieg teil. 1919 ging er nach Göttingen und begann an der Georg-August-Universität das Studium der Rechts- und Staatswissenschaften. Hier wurde er 1919 Mitglied der Burschenschaft Hannovera. Im März 1920 folgte er einem Aufruf der Reichsregierung und trat als Zeitfreiwilliger in die Reichswehr ein. Die aus Göttinger Burschenschaften und Turnerschaften bestehende Kompanie wurde im Ruhraufstand für zwei Monate gegen kommunistische Aufständische eingesetzt. Nach vier Semestern wechselte Julius Claussen an die Universität Tübingen und schloss dort sein Studium mit der Promotion zum Dr. jur. ab.
Von 1923 bis 1926 war er in Berlin und Hannover im landwirtschaftlichen Organisationswesen tätig. Danach trat er beim Preußischen Ministerium für Landwirtschaft, Domänen und Forsten in den Staatsdienst. Hier war er zunächst für den Bereich der Milchwirtschaft zuständig. Nach der Eingliederung des Ministeriums in das Reichsernährungsministerium war er im Rang eines Ministerialdirigenten Leiter der Unterabteilung für Fischerei.
Ab 1947 bekleidete Julius Claussen das Amt des Geschäftsführers des Deutschen Bauernverbandes. 1952 wurde er mit Ernennung zum Ministerialdirektor Leiter der Vertretung des Landes Schleswig-Holstein beim Bund in Bonn. 1964 folgte seine Beförderung zum Staatssekretär. Ein Jahr später trat er in den Ruhestand.
Von 1952 bis zu seinem Tod 1974 war er Präsident des Deutschen Fischerei-Verbandes. Darüber hinaus führte er den Vorsitz in der Deutschen Wissenschaftlichen Kommission für Meeresforschung. Zudem war er Präsident der Deutsch-Iranischen Gesellschaft e. V. in Bonn.

## Veröffentlichungen
- Die deutschen Handelskammern im Auslande, ihr Wesen, ihre Geschichte, ihr Aufbau und ihre Aufgaben. Maschinenschriftliche Dissertation, Tübingen 1922.
- Die preußischen Ausführungsbestimmungen zum Milchgesetz. Verlag der Molkereizeitung, 3. Auflage, Hildesheim 1933.

## Ehrungen
- 1965: Großes Verdienstkreuz mit Stern der Bundesrepublik Deutschland